# Локо-76
«Локо-76» — молодёжная хоккейная команда из Ярославля, выступающая в МХЛ. Основана в 2013 году. Входит в систему ХК «Локомотив». После окончания сезона НМХЛ 2020/21 «Локо-Юниор» прекратил своё существование. С сезона 2021/22 команда выступает в МХЛ под названием «Локо-76».

## Результаты выступления в Первенстве МХЛ
И — количество проведенных игр, В — выигрыши в основное время, ВО — выигрыши в овертайме, ВБ — выигрыши в послематчевых буллитах, ПО — проигрыши в овертайме, ПБ — проигрыши в послематчевых буллитах, П — проигрыши в основное время, О — количество набранных очков, Ш — соотношение забитых и пропущенных голов, РС — место по результатам регулярного сезон
| Сезон   | И   | В   | ВО | ВБ | ПБ | ПО | П  | О   | Ш       | РС | Плей-офф                                                                                    |
| ------- | --- | --- | -- | -- | -- | -- | -- | --- | ------- | -- | ------------------------------------------------------------------------------------------- |
| 2013/14 | 38  | 28  | 1  | 0  | 2  | 0  | 7  | 88  | 125-63  | 3  | Проиграли в финале: 3-0 ХК «Белгород»; 3-2 ХК «Дмитров»; 3-1 ХК «Мечел»; 1-3 Беркуты Кубани |
| 2014/15 | 64  | 42  | 4  | 3  | 2  | 0  | 13 | 142 | 241-105 | 3  | Проиграли в четвертьфинале: 3-0 Ракета; 2-3 ХК «Зеленоград»                                 |
| 2015/16 | 44  | 28  | 1  | 4  | 2  | 1  | 8  | 97  | 159-77  | 2  | Проиграли в полуфинале: 3-0 Тверичи; 3-1 Юность; 0-3 Россошь                                |
| 2016/17 | 44  | 29  | 0  | 2  | 0  | 2  | 11 | 93  | 170-87  | 3  | Проиграли в полуфинале: 3-0 Северские Волки; 3-0 ХК «Дмитров»; 2-3 Дизелист                 |
| 2017/18 | 36  | 21  | 2  | 2  | 0  | 0  | 11 | 71  | 131-95  | 4  | Проиграли в финале конференции: 3-1 ХК «Белгород»; 3-0 СКА-Варяги; 0-3 Дизелист             |
| Всего   | 226 | 148 | 8  | 11 | 6  | 3  | 50 | 491 | 826-427 |    |                                                                                             |

## Достижения клуба
- Серебряный призёр Первенства МХЛ в сезоне 2013/2014[11]
- Бронзовый призёр Первенства МХЛ в сезоне 2015/2016[12]
- Бронзовый призёр НМХЛ в сезоне 2016/2017[13]
- Бронзовый призёр НМХЛ в сезоне 2017/2018[14]
- Золотой призëр НМХЛ в сезоне 2020/2021